# خلق القرآن (فكرة)
في العقيدة الإسلامية، فكرة خلق القرآن هو الموقف العقائدي القائلين بأن القرآن مخلوق كسائر الخلق، خلقه الله تعالى، وأوجده من العدم، وهو القول الذي روَّج له المعتزلة في نهاية القرن الثاني الهجري. بدأت هذه الفكرة من نقاش المعتزلة حول صفة الكلام ونسبتها لله، حيث أنكر المعتزلة أن الله يتكلم بلفظ وحرف، وبالتالي أنكروا أن القرآن كلام الله.
لقد أصبح الخلاف حول الموقف الحقيقي نقطة خلاف هامة في الإسلام المبكر. ترى المدرسة الفلسفية العقلانية المعروفة باسم المعتزلة أنه إذا كان القرآن كلام الله، فمن المنطقي أن "يكون الله قد سبق كلامه". إن المعتزلة والجهمية نفوا جميع صفات الله، واعتقدوا أن الله لا يتكلم، وبالتالي فإن القرآن ليس كلام الله الحرفي. بل كان ذلك استعارة لإرادته.
وفي العالم الإسلامي اليوم، فإن وجهة النظر المعاكسة ـ وهي أن القرآن غير مخلوق وأنه كلام الله هو الموقف المقبول بين المسلمين السنة. أما المسلمون الشيعة فموقهم في خلق القرآن مُعقد أكثر.

## التاريخ
وصل الخلاف حول العقيدة في الخلافة العباسية إلى ذروته في عهد الخليفة المأمون. في عام 827 م، تبنى المأمون علنًا مبدأ خلق القرآن، وبعد ست سنوات أسس محاكم تفتيش عُرفت باسم محنة خلق القرآن "لضمان القبول بهذا المبدأ". واستمرت المحنة في عهد الخليفتين المعتصم والواثق، وفي أوائل عهد المتوكل. وأما الذين لم يقبلوا بخلق القرآن فقد عوقبوا، وسجنوا، وبعضهم قُتل.
رفض أحمد بن حنبل قبول مبدأ خلق القرآن على الرغم من سجنه لمدة عامين. وفي نهاية المطاف، أطلق الخليفة المتوكل سراحه، وخفت مذهب المعتزلة لفترة من الوقت. وفي السنوات التي تلت ذلك في الدولة العباسية، بدايةً من عهد المتوكل انقلبت الآية، وكانت الأقلية من المسلمين الذين آمنوا بخلق القرآن هم من يُسجنون بل كانوا في الطرف المقابل للسيف أو السوط.
أعلن العالم الطبري (ت 923) في كتابه صريح السنة:
القرآن كلام الله وتنزيله؛ إذ كان من معاني توحيده، فالصواب من القول في ذلك عندنا أنه: كلام الله غير مخلوق كيف كتب وحيث تلي وفي أي موضع قرئ، في السماء وجد، وفي الأرض حيث حفظ، في اللوح المحفوظ كان مكتوبا، وفي ألواح صبيان الكتاتيب مرسوما، في حجر نقش، أو في ورق خط، أو في القلب حفظ، وبلسان لفظ، فمن قال غير ذلك أو ادعى أن قرآنا في الأرض أو في السماء سوى القرآن الذي نتلوه بألسنتنا ونكتبه في مصاحفنا، أو اعتقد غير ذلك بقلبه، أو أضمره في نفسه، أو قاله بلسانه دائنا به، فهو بالله كافر، حلال الدم، بريء من الله، والله منه بريء.

كتب الفقيه المرابطي القاضي عياض من القرن الثاني عشر نقلًا عن أعمال مالك بن أنس:
قال عن من زعم أن القرآن مخلوق: «هو كافر، فاقتلوه». وجاء في رواية ابن نافع: «يُجلد ويُضرب ضربًا موجعًا ويُحبس حتى يتوب». وفي رواية بشر بن بكر التنيسي: «يُقتل ولا تُقبل توبته».

## الحجج والآثار

### السنية
يعتقد أهل السنة أن القرآن هو كلام الله غير المخلوق. وتأملوا في جزء من الآية القرآنية 7:54: (إِنَّ رَبَّكُمُ اللَّهُ الَّذِي خَلَقَ السَّمَاوَاتِ وَالْأَرْضَ فِي سِتَّةِ أَيَّامٍ ثُمَّ اسْتَوَىٰ عَلَى الْعَرْشِ يُغْشِي اللَّيْلَ النَّهَارَ يَطْلُبُهُ حَثِيثًا وَالشَّمْسَ وَالْقَمَرَ وَالنُّجُومَ مُسَخَّرَاتٍ بِأَمْرِهِ ۗ أَلَا لَهُ الْخَلْقُ وَالْأَمْرُ ۗ تَبَارَكَ اللَّهُ رَبُّ الْعَالَمِينَ (54))
وقد ذهب المفسرون إلى أن هذه الآية تؤكد الفصل بين خلق الله وأمره، ولذلك لم يكن القرآن مخلوقًا.
وقد أفتى الأئمة أحمد بن حنبل، وسفيان الثوري، ومالك بن أنس، وسفيان بن عيينة، ويحيى بن معين بأن من اعتقد غير ذلك فهو كافر بالإسلام.

### الشيعية
يستشهد مشروع مكتبة أهل البيت الإسلامية الرقمية، الذي يجمع الأعمال العلمية الشيعية، بالشيخ الصدوق (حوالي 923-991) باعتباره يختلف مع السنة في مسألة خلق القرآن لأن صفات الله في الفعل (الخلق، والرزق، وما إلى ذلك) لا يمكن أن تكون أبدية لأنها تتطلب من الأشياء القيام بأفعال. لكي يكون هذا صحيحًا، "علينا أن نعترف بأن العالم كان موجودًا منذ الأزل. لكن هذا يخالف اعتقادنا بأن لا شيء أزلي إلا الله". ويضيف المؤلف العلامة سيد سعيد أختر رضوي أن تقصير علماء السنة في هذا التمييز وإصرارهم على أن "جميع صفاته أزلية" هو سبب اعتقادهم بأن "كلام الله أزلي غير مخلوق". يقول أختر رضوي:
وأما نحن، الشيعة الاثتا عشرية، فإذ نُفرّق بين صفاته الذاتية وأفعاله، نقول كما قال الشيخ الصدوق:
«اعتقادنا في القرآن أنه كلام الله، منزَلٌ من عنده، وهو وحيه وكتابه وكلمته. الله هو خالقه ومنزِّله وحافظه…»

ومع ذلك، يقتبس الموقع عن أبي القاسم الخوئي (1899-1992)، وهو مرجع، في كتابه البيان في تفسير القرآن، مقدمة للقرآن، حيث يعلن أن "مسألة خلق القرآن أو أزليته مسألة خارجية لا علاقة لها بالعقيدة الإسلامية"، ويلقي باللوم على تدخل أفكار "الفلسفة اليونانية" الغريبة في المجتمع الإسلامي ما أدّى لتقسيم الأمة "إلى فصائل تتهم بعضها البعض بالكفر".

### المعتزلية
إن أتباع مدرسة المعتزلة، معروفون برفضهم لمبدأ أن القرآن غير مخلوق وأزلي مع الله، مؤكدين أنه إذا كان القرآن كلام الله، فمن المنطقي أن "يكون قد سبق كلامه".
واستناداً إلى الآية 106 من سورة البقرة (مَا نَنسَخْ مِنْ آيَةٍ أَوْ نُنسِهَا نَأْتِ بِخَيْرٍ مِّنْهَا أَوْ مِثْلِهَا ۗ أَلَمْ تَعْلَمْ أَنَّ اللَّهَ عَلَىٰ كُلِّ شَيْءٍ قَدِيرٌ) ذهب بعض المعتزلة أيضًا إلى أن القرآن إذا كان قابلًا للنسخ، بأن تنسخ آية جديدة آية سابقة، فإنه لا يمكن أن يكون أبديًّا. لكن بعض المعتزلة أنكروا نظرية النسخ، ولم يعتقدوا بنسخ أي آية من القرآن.

### تداعيات
تقول ماليس روثفن [الإنجليزية] أن المؤمنين بالقرآن غير المخلوق، وبالتالي القدبم الأزلي، جادلوا أيضًا في قدر الحياة الآخرة للبشر. ترتبط الفكرتان ببعضهما البعض (وفقًا لرويكازا سيمفو موكاندالا) لأنه إذا كان هناك قدر مسبق (إذا كانت جميع الأحداث بما في ذلك الحياة الآخرة لجميع البشر قد أرادها الله) فإن الله "في قدرته المطلقة وعلمه المطلق يجب أن يكون قد أراد وعلم" الأحداث المذكورة في القرآن.
ويؤكد المؤمنون بالقرآن الكريم المخلوق على الإرادة الحرة الممنوحة للبشر الذين سوف يكافؤون أو يعاقبون حسب اختيارهم في الحياة يوم القيامة. وأكد أنصار فكرة "خلق" القرآن على الإشارات إلى قرآن "عربي" التي ترد في النص الإلهي، مشيرين إلى أن القرآن إذا لم يكن مخلوقاً فهو - مثل الله - قديم أزلي. وهذا ما أعطاها (كما زعموا) مكانة مماثلة لله، مما يشكل شكلًا من أشكال التوحيد أو الشرك.
يزعم ريمي براغ أنه في حين يمكن تفسير القرآن المخلوق "بالمعنى القانوني للكلمة"، فإن القرآن غير المخلوق لا يمكن تطبيقه إلا - حيث يكون التطبيق قابلًا فقط "للتفسير النحوي (التفسير) والتوضيح الصوفي (التأويل)" - وليس تفسيره.

## محنة خلق القرآن
تأثر المأمُون بعددٍ من الشَّخصيات المُعتزليَّة، مثل بشْر المَريسِي، وأحْمَد بن أبي دُؤاد. ومن بين الأمور التي أثارت جدلًا في العالم الإسلامي هو اعتقاد المُعْتَزِلة بأن القُرآن الكريم مَخلوقٌ، وأنه صفة غير قائمة بذاته كما هو الحال بالنسبة للنعمة، مع اعتقادهم بأنه المرجع الأساسي والوحيد على الأحكام في الحلال والحرام. وقد اختلفت الدوافع التي دعت المأمُون لفرض الرأي القائل بخَلْق القُرآن على الفُقهاء والعُلماء، فمنهم من قال أن هدفهُ نشر أفكار المُعْتَزِلة، ومنهم من قال أن المأمُون كان يهدُف إلى تأكيد سُلطة الخليفة بأنه الأعلى في الأمور، سواءً في الأمور السياسيَّة أو الدينيَّة، إلا أن المُتأمل لسيرة المأمُون لا يجدها تُقدم دليلًا مُقنِعًا، فهو لم يُحاول نشر أفكار المُعْتَزِلة أو فرضِها بالقُوة باستثناء قضيَّة خَلْق القُرآن، وأما الرأي الآخر فهو لم يكُن بحاجة لفرض سُلطته وهي كانت حقيقة بديهيَّة، كما يصف ذلك الدكتور في جامِعة المَلِك فَيْصَل مُحَمَّد الدُّوسَري، ويرى أن المأمُون كان يرى في نفسِه وريثًا للنُبُّوَّة وحاميًا للدين، ولأنه كان سيسمح له بالسيطرة على من يُنافِسون سُلطتهُ الدِّينيَّة كخليفة وأميرًا للمُؤمِنين.
وبدأت أحداثُ المِحْنَة في سنة 218 هـ / 833 م، حيث أصابت العالم الإسلامي وتحديدًا فئة العُلماء والفُقهاء، فقد كتب الخليفة المأمُون إلى إسحاق بن إبراهيم الخزاعي، وكان حينئذ على في مدينة الرَّقة يُجهز لحملة جِهاديَّة ضد الرُّوم، أن يقوم بامتحان القُضاة والشهود والمحدثين بالقرآن، فمن أقر أنه مخلوقٌ مُحدث، أُخلي سبيله، ومن رفض القول بذلك، أعلمه به، ليأمره فيه برأيه، وطول كتابه بإقامة الدليل على خلق القرآن وترك الاستعانة بمن امتنع عن القول بذلك، وكان الكتاب في ربيع الأول، وأمر بإرساله إلى سبعة أشخاص، هُم من كِبار المُحدَّثين والرواة في عصرهم منهم: مُحَمَّد بن سعد البَغْدادي كاتب الواقدي، ويزيد بن هارون، ويحيى بن معين، وأبو خيثمة زهير بن حرب، وغيرهم، فذهبوا إلى المأمُون والتقوا به، فسألهم، وامتحنهم عن القرآن، فأجابوا جميعًا إن القرآن مخلوق، خشيةً من بطشِه، فأعادهم إلى بَغْداد، فأحضرهم القائد العسكري إسحاق الخُزاعي داره، وأشهر قولهم بحضرة المشايخ من أهل الحديث، فأقروا بذلك، فخلى سبيلهم.
ورد كتاب المأمُون بعد ذلك إلى الخُزاعي بامتحان القضاة والفُقُهاء، فأحضر أبو حسان الزيادي، وبشر بن الوليد الكندي، والإمام أحمد بن حنبل، وقتيبة، وسعدويه الواسطي، والعديد من الفُقُهاء والقضاة، فأدخلوا جميعًا على إسحاق، فقرأ عليهم كتاب المأمُون مرتين، حتى فهموه، ثم قال لبشر بن الوليد: ما تقول في القرآن؟ فقال: قد عرَّفتُ مقالتي أمير المؤمنين غير مرة، قال: فقد تجدد من كتاب المؤمنين ما ترى؛ فقال: أقول القرآن كلام الله. قال: لم أسألك عن هذ، أمخلوق هو؟ قال: الله خالق كل شيء، قال: فالقرآن شيء؟ قال: نعم، قال: فمخلوق هو؟ قال: ليس بخالق قال: ليس أسألك عن هذ، أمخلوق هو؟ قال: ما أحسن غير ما قلت لك، وقد استعهدت أمير المؤمنين ألا أتكلم فيه، وليس عندي غير ما قلت لك.
فبقي يسأل ويستفسر الفُقُهاء، ويجيبوا عليه، فأجاب جميعهم أجوبة مُشابهة لبشر بن الوليد، إلا أربعة أشخاص، هم الإمام أحمد بن حنبل، وسجَّادة، والقواريري، ومُحَمَّد بن نوح الجنديسابوري، وأعلمهم بما أمر به الخليفة المأمُون، فأمر بهم إسحاق، فشدوا في الحديد، فلما كان الغد، دعاهم في الحديد، فأعاد عليهم السؤال لعلَّهُم يُغيرون من أقوالهم، فأجابه سجادة والقواريري بخلق القُرآن فأطلقهما، وأصر الإمام أحمد بن حنبل، وصاحِبَهُ مُحَمَّد بن نوح على قولهما، فشُدَّا في الحديد، ووجَّهَهُم نحو طرسُوس، ليقيموا بها إلى أن ينتهي أمير المؤمنين من تنفيذ حملته في بلاد الرُّوم، فأحضرهم إسحاق، وسيرهم جميعًا إلى العسكر، وهم زهاء عشرون شخصًا، وقد توفي مِنهم مُحَمَّد بن نوح حيث عاجلهُ المرض في الطريق، وحينما وصلوا إلى الرَّقَّة بلغهُم وفاة المأمُون، فرجعوا إلى بَغْداد. ويبدو مما سَبَق، أن المأمُون كان مُصِرًا على رأيه، وحريصًا على مُتابعة الأمر بنفسه، وبشكلٍ يبدو فيه رُوح التعصُّب، حتى أنهُ أوصَى أخيه المُعْتَصِم أثناء احتِضارِه بالاستمرار على هَدِيه في قضيَّة خَلْق القُرآن.

## طالع أيضًا
- قرآنيون
- حرفية الكتاب المقدس
- تبجيل خرافي
- التفسير الديني
- تاريخ إسلامي
- ابن كلاب
- فرقة إسلامية
- الشرك
- علم التفسير
- سولا سكريبتورا